# Onychognathus neumanni
El estornino de Neumann (Onychognathus neumanni) es una especie de ave paseriforme de la familia Sturnidae propia de África subsahariana. El nombre de la especie conmemora al ornitólogo alemán Oscar Rudolph Neumann.

## Descripción
Mide entre 20 y 30 cm de longitud. El plumaje es similar a los otros estorninos en el género Onychognathus, mostrando las características plumas de color marrón rojizo en las primarias de las alas, muy evidentes en vuelo. El iris es rojo oscuro, y el pico y las patas son negras. El plumaje de los machos es por lo general negro brillante, y la hembra es gris ceniza con rayas más oscuras. Los juveniles se parecen al macho, pero son más apagados que los adultos y tiene los ojos marrones en lugar de rojo oscuro.

## Distribución
Se reproduce en acantilados rocosos, afloramientos y gargantas principalmente en el Sahel, desde Mauritania y Guinea Ecuatorial hasta el oeste de Sudán.

## Subespecies
Se reconocen dos subespecies:
- O. n. modicus Bates, 1932 – desde el este de Senegal y el sur de Mauritania hasta el oeste de Malí y el norte de Costa de Marfil;
- O. n. neumanni (Alexander, 1908) – desde el este de Malí hasta el oeste de Sudán y el oeste de la República Centroafricana.